# Fed Cup 2018 – zóna Asie a Oceánie
Zóna Asie a Oceánie Fed Cupu 2018 byla jednou ze tří zón soutěže, které se účastnily státy ležící v Asii a Oceánii. Do kontinentální zóny Fed Cupu 2018 nastoupilo 22 družstev, z toho osm účastníků hrálo v I. skupině a dalších čtrnáct ve II. skupině. Součástí herního plánu byly také dvě baráže.

## I. skupina
- Místo konání: R. K. Khanna Tennis Complex, Nové Dillí, Indie (tvrdý, venku)[1]
- Datum: 7.–10. února 2018
- Formát: Osm týmů bylo rozděleno do čtyřčlenných bloků A a B, v nichž se hrálo systémem každý s každým. Vítězové bloků se utkali o postup do baráže 2. světové skupiny 2018. Družstva, která se umístila na třetích místech, sehrála zápas o udržení se čtvrtými týmy z opačného bloku. Poražení sestoupili do II. skupiny asijsko-oceánské zóny pro rok 2019.[1]

### Nasazení
| Koš                                                           | tým         | ITF | nas. |
| ------------------------------------------------------------- | ----------- | --- | ---- |
| 1.                                                            | Kazachstán  | 21. | 1.   |
| 1.                                                            | Tchaj-wan   | 22. | 2.   |
| 2.                                                            | Japonsko    | 23. | 3.   |
| 2.                                                            | Čína        | 25. | 4.   |
| 3.                                                            | Thajsko     | 29. | 5.   |
| 3.                                                            | Indie       | 32. | 6.   |
| 4.                                                            | Hongkong    | 34. | 7.   |
| 4.                                                            | Jižní Korea | 35  | 8    |
| ITF – žebříček ITF nasazení dle žebříčku z 17. listopadu 2017 |             |     |      |

### Bloky
|    | Blok A           | KAZ | CHN | IND | HKG |
| 1. | Kazachstán (3–0) |     | 3–0 | 2–1 | 3–0 |
| 2. | Čína (2–1)       | 0–3 |     | 2–1 | 2–1 |
| 3. | Indie (1–2)      | 1–2 | 1–2 |     | 3–0 |
| 4. | Hongkong (0–3)   | 0–3 | 1–2 | 0–3 |     |

|    | Blok B            | JPN | KOR | THA | TPE |
| 1. | Japonsko (3–0)    |     | 3–0 | 3–0 | 3–0 |
| 2. | Jižní Korea (2–1) | 0–3 |     | 2–1 | 3–0 |
| 3. | Thajsko (1–2)     | 0–3 | 1–2 |     | 2–1 |
| 4. | Tchaj-wan (0–3)   | 0–3 | 0–3 | 1–2 |     |

### Baráž
| Pořadí      | tým bloku A | výsledek | tým bloku B |
| ----------- | ----------- | -------- | ----------- |
| Postup      | Kazachstán  | 1–2      | Japonsko    |
| 3.–4. místo | Čína        | 2–0      | Jižní Korea |
| Sestup      | Indie       | 2–0      | Tchaj-wan   |
| Sestup      | Hongkong    | 1–2      | Thajsko     |

#### Zápas o postup: Kazachstán vs. Japonsko
| | Kazachstán | 1 :                                                                 | 2   | Japonsko |    |  |
| --- | ---------- | ------------------------------------------------------------------- | --- | -------- | -- |  |
| R. K. Khanna Tennis Complex, Nové Dillí, Indie 10. února 2018 tvrdý |            |                                                                     |     |          |    |  |
| \| \| \| \| 1. \| 2. \| 3. \| \| \| -- \| \| ------------------------------------------------------------------- \| --- \| --- \| -- \| \| \| 1. \| \| Zarina Dijasová Kurumi Naraová \| 5 7 \| 4 6 \| \| \| \| 2. \| \| Julia Putincevová Nao Hibinová \| 6 3 \| 6 4 \| \| \| \| 3. \| \| Zarina Dijasová / Julia Putincevová Miju Katová / Makoto Ninomijová \| 4 6 \| 5 7 \| \| \| \| \| \| \| \| \| \| \| \| \| \| \| \| \| \| \| \| \| \| \| \| \| \| \| \| \| \| \| \| \| \| \| \| \| \| \| \| \| \| \| |            |                                                                     |     |          |    |  |
| |            |                                                                     | 1.  | 2.       | 3. |  |
| 1. |            | Zarina Dijasová Kurumi Naraová                                      | 5 7 | 4 6      |    |  |
| 2. |            | Julia Putincevová Nao Hibinová                                      | 6 3 | 6 4      |    |  |
| 3. |            | Zarina Dijasová / Julia Putincevová Miju Katová / Makoto Ninomijová | 4 6 | 5 7      |    |  |
| |            |                                                                     |     |          |    |  |
| |            |                                                                     |     |          |    |  |
| |            |                                                                     |     |          |    |  |
| |            |                                                                     |     |          |    |  |
| |            |                                                                     |     |          |    |  |

### Konečné pořadí
| Umístění        | Tým         | Tým         |
| Postup/1. místo | Japonsko    | Japonsko    |
| 2. místo        | Kazachstán  | Kazachstán  |
| 3. místo        | Čína        | Čína        |
| 4. místo        | Jižní Korea | Jižní Korea |
| 5. místo        | Indie       | Thajsko     |
| Sestup/7. místo | Tchaj-wan   | Hongkong    |

Výsledek
- Japonsko postoupilo do baráže 2. světové skupiny 2018
- Hongkong a Tchaj-wan sestoupily do 2. skupiny zóny Asie a Oceánie pro rok 2019.

## II. skupina
- Místo konání: Bahrajnská polytechnika, Madinat 'Isa, Bahrajn (tvrdý, venku)[2]
- Datum: 6.–10. února 2018
- Formát: Čtrnáct týmů bylo rozděleno do dvou tříčlenných a dvou čtyřčlenných bloků, v nichž se hrálo systémem každý s každým. Vítězové bloků A a D se střetli v baráži o postup do I. skupiny asijsko-oceánské zóny pro rok 2019, stejně jako vítězové bloků B a C. Další družstva sehrála zápasy o konečné umístění.

### Nasazení
| Koš                                                                 | tým               | ITF  | nas. |
| ------------------------------------------------------------------- | ----------------- | ---- | ---- |
| 1.                                                                  | Uzbekistán        | 33.  | 1.   |
| 1.                                                                  | Filipíny          | 48.  | 2.   |
| 1.                                                                  | Malajsie          | 55.  | 3.   |
| 1.                                                                  | Indonésie         | 56.  | 4.   |
| 2.                                                                  | Singapur          | 58.  | 5.   |
| 2.                                                                  | Pacifická Oceánie | 61.  | 6.   |
| 2.                                                                  | Srí Lanka         | 66.  | 7.   |
| 2.                                                                  | Nový Zéland       | 71.  | 8.   |
| 3.                                                                  | Írán              | 80.  | 9.   |
| 3.                                                                  | Pákistán          | 83.  | 10.  |
| 3.                                                                  | Kyrgyzstán        | 89.  | 11.  |
| 3.                                                                  | Bahrajn           | 101. | 12.  |
| 3.                                                                  | Libanon           | —    | 13.  |
| 3.                                                                  | Omán              | —    | 14.  |
| ITF – žebříček ITF nasazení dle žebříčku k 13. listopadu dubna 2017 |                   |      |      |

### Bloky
|    | Blok A            | UZB | NZL | LIB |
| 1. | Uzbekistán (2–0)  |     | 3–0 | 3–0 |
| 2. | Nový Zéland (1–1) | 0–3 |     | 3–0 |
| 3. | Libanon (0–2)     | 0–3 | 0–3 |     |

|    | Blok B           | SGP | PHI | KGZ |
| 1. | Singapur (2–0)   |     | 2–1 | 2–1 |
| 2. | Filipíny (1–1)   | 1–2 |     | 2–1 |
| 3. | Kyrgyzstán (0–2) | 1–2 | 1–2 |     |

|    | Blok C                  | OCE | OMA | MAS | IRI |
| 1. | Pacifická Oceánie (3–0) |     | 3–0 | 3–0 | 3–0 |
| 2. | Omán (2–1)              | 0–3 |     | 2–1 | 2–1 |
| 3. | Malajsie (1–2)          | 0–3 | 1–2 |     | 3–0 |
| 4. | Írán (0–3)              | 0–3 | 1–2 | 0–3 |     |

|    | Blok D          | INA | PAK | SRI | BRN |
| 1. | Indonésie (3–0) |     | 3–0 | 3–0 | 3–0 |
| 2. | Pákistán (2–1)  | 0–3 |     | 2–1 | 3–0 |
| 3. | Srí Lanka (1–2) | 0–3 | 1–2 |     | 3–0 |
| 4. | Bahrajn (0–3)   | 0–3 | 0–3 | 0–3 |     |

### Baráž
-

| Pořadí       | tým bloku A | výsledek | tým bloku D       |
| ------------ | ----------- | -------- | ----------------- |
| Postup       | Uzbekistán  | 0–3      | Indonésie         |
| 5.–8. místo  | Nový Zéland | 3–0      | Pákistán          |
| 9.–12. místo | Libanon     | 0–3      | Srí Lanka         |
| 13. místo    | —           | —        | Bahrajn           |
| Pořadí       | tým bloku B | výsledek | tým bloku C       |
| Postup       | Singapur    | 1–2      | Pacifická Oceánie |
| 5.–8. místo  | Filipíny    | 3–0      | Omán              |
| 9.–12. místo | Kyrgyzstán  | 2–1      | Malajsie          |
| 13. místo    | —           | —        | Írán              |

### Uzbekistan vs. Indonesia
| | Uzbekistán | 0 :                                                                                  | 3    | Indonésie |     |  |
| --- | ---------- | ------------------------------------------------------------------------------------ | ---- | --------- | --- |  |
| Bahrajnská polytechnika, Madinat 'Isa, Bahrajn 10. února 2018 tvrdý |            |                                                                                      |      |           |     |  |
| \| \| \| \| 1. \| 2. \| 3. \| \| \| -- \| \| ------------------------------------------------------------------------------------ \| ---- \| --- \| --- \| \| \| 1. \| \| Akgul Amanmuradovová Aldila Sutdžiadiová \| 2 6 \| 2 6 \| \| \| \| 2. \| \| Sabina Šaripovová Beatrice Gumuljaová \| 6 4 \| 5 7 \| 5 7 \| \| \| 3. \| \| Nigina Abdurajmovová / Jasmina Karimdžanovová Deria Nur Halizaová / Jessy Rompiesová \| 65 7 \| 1 6 \| \| \| \| \| \| \| \| \| \| \| \| \| \| \| \| \| \| \| \| \| \| \| \| \| \| \| \| \| \| \| \| \| \| \| \| \| \| \| \| \| \| \| |            |                                                                                      |      |           |     |  |
| |            |                                                                                      | 1.   | 2.        | 3.  |  |
| 1. |            | Akgul Amanmuradovová Aldila Sutdžiadiová                                             | 2 6  | 2 6       |     |  |
| 2. |            | Sabina Šaripovová Beatrice Gumuljaová                                                | 6 4  | 5 7       | 5 7 |  |
| 3. |            | Nigina Abdurajmovová / Jasmina Karimdžanovová Deria Nur Halizaová / Jessy Rompiesová | 65 7 | 1 6       |     |  |
| |            |                                                                                      |      |           |     |  |
| |            |                                                                                      |      |           |     |  |
| |            |                                                                                      |      |           |     |  |
| |            |                                                                                      |      |           |     |  |
| |            |                                                                                      |      |           |     |  |

#### Zápas o postup: Singapur vs. Pacifická Oceánie
| | Singapur | 1 :                                                                                   | 2   | Pacifická Oceánie |     |  |
| --- | -------- | ------------------------------------------------------------------------------------- | --- | ----------------- | --- |  |
| Bahrajnská polytechnika, Madinat 'Isa, Bahrajn 10. února 2018 tvrdý |          |                                                                                       |     |                   |     |  |
| \| \| \| \| 1. \| 2. \| 3. \| \| \| -- \| \| ------------------------------------------------------------------------------------- \| --- \| --- \| --- \| \| \| 1. \| \| Charmaine Shi Yi Seah Steffi Carruthersová \| 6 4 \| 6 4 \| \| \| \| 2. \| \| Stefanie Tanová Abigail Tere-Apisahová \| 6 2 \| 2 6 \| 4 6 \| \| \| 3. \| \| Charmaine Shi Yi Seah / Stefanie Tanová Steffi Carruthersová / Abigail Tere-Apisahová \| 1 6 \| 1 6 \| \| \| \| \| \| \| \| \| \| \| \| \| \| \| \| \| \| \| \| \| \| \| \| \| \| \| \| \| \| \| \| \| \| \| \| \| \| \| \| \| \| \| |          |                                                                                       |     |                   |     |  |
| |          |                                                                                       | 1.  | 2.                | 3.  |  |
| 1. |          | Charmaine Shi Yi Seah Steffi Carruthersová                                            | 6 4 | 6 4               |     |  |
| 2. |          | Stefanie Tanová Abigail Tere-Apisahová                                                | 6 2 | 2 6               | 4 6 |  |
| 3. |          | Charmaine Shi Yi Seah / Stefanie Tanová Steffi Carruthersová / Abigail Tere-Apisahová | 1 6 | 1 6               |     |  |
| |          |                                                                                       |     |                   |     |  |
| |          |                                                                                       |     |                   |     |  |
| |          |                                                                                       |     |                   |     |  |
| |          |                                                                                       |     |                   |     |  |
| |          |                                                                                       |     |                   |     |  |

### Konečné pořadí
| Umístění        | Tým         | Tým               |
| Postup/1. místo | Indonésie   | Pacifická Oceánie |
| 3. místo        | Uzbekistán  | Singapur          |
| 5. místo        | Nový Zéland | Filipíny          |
| 7. místo        | Pákistán    | Omán              |
| 9. místo        | Srí Lanka   | Kyrgyzstán        |
| 11. místo       | Libanon     | Malajsie          |
| 13. místo       | Bahrajn     | Írán              |

Výsledek
- Indonésie a Pacifická Oceánie  postoupily do I. skupiny zóny Asie a Oceánie pro rok 2019.